# 愛宕町 (富山市)
愛宕町（あたごまち）は、富山県富山市の公称町名である。愛宕町一丁目と愛宕町二丁目が設置されている。郵便番号は930-0091。

## 概要
愛宕町はもとは愛宕村の一部だったが、富山城下の拡大に伴って町立てとなり、北陸道の富山町の玄関口の町となった。

## 地理
富山駅の南側、神通川の右岸に位置する。

## 歴史
- 1889年（明治22年）4月1日 - 市制施行に伴い富山市に編入。

## 世帯数と人口
2021年（令和3年）9月30日現在の世帯数と人口は以下の通りである。
| 町丁         | 世帯数  | 人口  |
| ------------ | ------- | ----- |
| 愛宕町一丁目 | 115世帯 | 240人 |
| 愛宕町二丁目 | 114世帯 | 279人 |
| 計           | 229世帯 | 519人 |

## 小・中学校の学区
市立小・中学校に通う場合、学区は以下の通りとなる。
| 番地 | 小学校             | 中学校             |
| ---- | ------------------ | ------------------ |
| 全域 | 富山市立芝園小学校 | 富山市立芝園中学校 |

## 交通

### 鉄道
町内に鉄道駅はない。

### 道路
- けやき通り

## 施設
- 愛宕地区センター
- 愛宕神社

## 参考出典
- 平凡社地方資料センター 編『富山県の地名 日本歴史地名大系 第16巻』平凡社、1994年。ISBN 4582910084。